# Deean
Deean, eigentlich Andreas Utzinger (* 20. Juni 1971 in Zürich) ist ein Schweizer Pop-Rock-Musiker. Es ist gleichzeitig der Name seiner Band.

## Karriere
Deean begann früh mit Musikern zu arbeiten, anfänglich mit Saxophon (Beat Riggenbach) und Schlagzeug (Peter Gutschmidt), später mit dem Gitarristen Hanspeter Krüsi und Roman Roth am Schlagzeug. 1997 schloss er in Zürich eine Musikausbildung an der privaten Musikschule Academy of Contemporary Music mit staatlich anerkanntem SMPV-Diplom ab. 
Er gründete in Dübendorf das Tonstudio Blue Acoustics und komponierte in zwei Jahren sein Debütalbum Elements, das im Jahr 2000 erschien. Für die Bass-Aufnahmen kam Urs Nüssli während der Aufnahmen als festes Bandmitglied dazu. 2003 trat Edo Leonardi (Gitarrist, Sänger) der Band bei, und bei den Studioarbeiten 2006 der Gitarrist Claudio Cervino.
2006 begann die Produktion des zweiten Albums Dini Waelt. Die Basic Tracks nahm er unter anderen mit Walter Keiser (Schlagzeuger bei Andreas Vollenweider) und Roman Roth in mehreren Schweizer Studios auf.
2007 wurde der Schlagzeuger Roman Roth durch Remo Borner ersetzt. 
Bis 2015 bestritt die Formation über 600 Liveauftritte.

## Diskografie

### Alben
- 2000: Elements
- 2009: 10 Days
- 2009: Dini Waelt

### Singles
- 2003: In My Heart

## Auszeichnungen
- 2002: Prix Walo: Finale 2. Platz beim Nachwuchswettbewerb Kleiner Prix Walo
- 2004: Song of the Year[2]: Finalist Februar
- 2004: Celebration Award: Beste Liveband
- 2006: Acoustic Song Contest Uster: 1. Platz
- 2008: Kids on Stage Uster: 1. Platz